# Barleria superata
Barleria superata är en akantusväxtart som beskrevs av I.Darbysh.. Barleria superata ingår i släktet Barleria och familjen akantusväxter. Inga underarter finns listade i Catalogue of Life.